# Le Monde des Bleus 2005
Le Monde des Bleus 2005 (World Tour Soccer 2006 en Amérique du Nord ou This Is Football 2005 en Europe) est un jeu vidéo de football sorti uniquement sur PlayStation 2. Le jeu est compatible avec l'EyeToy.

## Accueil
- Jeuxvideo.com : 9/20[1]